# Московська декларація
Московська декларація — декларація про союзницьку взаємодію між Азербайджанською Республікою та Російською Федерацією. Підписана президентом Азербайджану Ільхамом Алієвим та президентом Росії Володимиром Путіним у місті Москві 22 лютого 2022 року. Декларація охоплює найважливіші галузі взаємодії між державами.
Документ приурочено до 30-річчя встановлення дипломатичних відносин між Азербайджаном та Росією та виводить відносини між двома країнами на новий рівень.
Підписання декларації збіглося з підготовкою Росії до вторгнення в Україну. Так, у день прибуття Алієва до Москви, за день до підписання документа, президент Росії спочатку провів засідання Ради безпеки Російської Федерації, а потім у зверненні до народу оголосив своє рішення визнати так звані «Донецьку» та «Луганську» «народні республіки». А за два дні почалося вторгнення Росії в Україну. За словами Ільхама Алієва, збіг за часом є випадковим, а дату підписання було погоджено задовго до подій в Україні.

## Зміст декларації

### Взаємна повага до незалежності
Перший і другий пункти декларації прописують взаємну повагу до незалежності, суверенітету, територіальної цілісності та непорушності державних кордонів двох країн, а також рівноправність та невтручання у внутрішні справи один одного. За словами азербайджанського політолога Расима Мусабекова, ці два пункти є найбільш значущими у декларації. Таким чином, документ зобов'язує обидві країни визнавати територіальну цілісність одна одної. Для Баку це означає, що Москва вважає Нагірний Карабах територією Азербайджану. Раніше Росія про це офіційно не заявляла.
Азербайджанський експерт з міжнародного права Камал Макілі-Алієв зазначає, що Росія ніколи офіційно і явно не підтверджувала на найвищому рівні визнання територіальної цілісності Азербайджану — за жодних обставин навіть у багатосторонніх контекстах. Саме цим, за словами Макілі-Алієва, важлива ця декларація.

### Економічна співпраця
У декларації йдеться, що Росія та Азербайджан утримуватимуться від здійснення будь-якої економічної діяльності, яка прямо чи опосередковано завдає шкоди інтересам іншої сторони. Сторони заявили, що й надалі розвиватимуть економічні зв'язки між підприємствами металургії, нафтогазового та важкого машинобудування, авіаційної, автомобільної, хімічної, фармацевтичної та легкої промисловості, сільськогосподарського, будівельно-дорожнього та харчового машинобудування.
Декларація також передбачає використання національних валют у взаємних розрахунках, сполучення платіжних систем, включаючи спільне обслуговування банківських карток, а також розвиток прямих кореспондентських відносин між банками двох країн. Також сторони розглянуть можливості розвитку взаємовигідного співробітництва у сфері мирного використання атомної енергії.

### Військово-політична співпраця
Серед іншого, Росія та Азербайджан домовилися про надання одне одному військової допомоги, про невідкладні консультації у разі виникнення «загрози миру» або інтересів безпеки однієї зі сторін. Так, у декларації йдеться:
|  | З метою забезпечення безпеки, підтримання миру та стабільності Російська Федерація та Азербайджанська Республіка можуть розглянути можливість надання один одному військової допомоги на підставі Статуту ООН, окремих міжнародних договорів та з урахуванням існуючих міжнародно-правових зобов'язань кожної із сторін. |

Також президенти двох країн домовилися утримуватися від будь-яких дій, які завдають, на думку однієї зі сторін, збитків стратегічному партнерству та союзницьким відносинам двох держав. Згідно з текстом декларації, з цією метою створюється «постійно чинний механізм консультацій по лінії міністерств закордонних справ двох країн». При цьому у декларації наголошується, що позиції двох країн щодо актуальних міжнародних проблем «однакові чи близькі».

### Співробітництво у культурній, науковій та гуманітарній сферах
До декларації серед іншого були включені пункти про популяризацію діаспорських організацій, гуманітарної, культурно-мистецької, освітньої, наукової, туристичної, спортивної та інших сфер діяльності. Так, пункт № 40 зобов'язує обидві країни «забезпечувати захист, збереження та розвиток історичної, культурної та релігійної спадщини, а також етнічної, мовної та культурної самобутності проживаючих на територіях Сторін національних меншин, створювати умови для активної участі їхніх представників у суспільно-політичній, культурній та соціально-економічного життя відповідно до національного законодавства».